# Eois abbreviata
Eois abbreviata är en fjärilsart som beskrevs av Paul Dognin 1906. Eois abbreviata ingår i släktet Eois och familjen mätare. Inga underarter finns listade i Catalogue of Life.